# 팬택 시리우스
팬택 스카이 시리우스(Pantech SKY Sirius)는 팬택이 2010년 5월 14일에 출시한 스마트폰이다. 팬택이 처음으로 출시한 안드로이드폰이다.